# Cargolet ocraci
El cargolet ocraci (Troglodytes ochraceus) és un ocell de la família dels troglodítids (Troglodytidae).

## Hàbitat i distribució
Habita el sotabosc, a les muntanyes de Costa Rica i Panamà.